# Ill Innocence
Ill Innocence es el segundo álbum de estudio de la banda japonesa Gallhammer. Fue publicado en 2007, y fue de gran ayuda para que la banda fuera respetada en la cultura del metal extremo.

## Lista de canciones
1. "At the Onset of the Age of Despair" (Vivian Slaughter) – 7:50
2. "Speed of Blood" (Vivian Slaughter) – 3:09
3. "Blind My Eyes" (Vivian Slaughter y Risa Reaper) – 3:23
4. "Delirium Daydream" (Vivian Slaughter) – 3:26
5. "Ripper in the Gloom" (Vivian Slaughter) – 4:31
6. "Killed by the Queen" (Vivian Slaughter) – 2:24
7. "Song of Fall" (Mika Penetrator) – 6:18
8. "World to be Ashes" (Vivian Slaughter) – 4:08
9. "SLOG" (Vivian Slaughter) – 8:35
10. "Long Scary Dream" (Vivian Slaughter) – 6:47

## Créditos
- Mika Penetrator - voz, guitarra
- Vivian Slaughter - voz, bajo
- Risa Reaper - batería, voz
- Makoto Fujishima - grabación, mezcla
- Nocturno Culto - masterizado
- Trine Paulsen - diseño
- Kim Sølve - diseño

- Datos: Q5998663